# Ludwigsluster Kanal
Der Ludwigsluster Kanal ist ein in der Mitte des 18. Jahrhunderts geschaffenes Fließgewässer (Kanal) im Landkreis Ludwigslust-Parchim in Mecklenburg-Vorpommern.

## Verlauf
Der Ludwigsluster Kanal zweigt bei Tuckhude vom Neuen Kanal ab, der seinerseits über Gräben aus der Stör-Wasserstraße und aus Entwässerungsgräben der Lewitz gespeist wird, fließt südwärts in den Ludwigsluster Schlosspark und verläuft ab Ludwigslust zunächst in westlicher, dann in südwestlicher Richtung. Westlich von Ludwigslust nähert sich der Wasserlauf der Rögnitz bis auf etwa 30 Meter. An dieser Stelle existieren ein Verteilerwehr mit einer verrohrten Verbindung sowie seit 2009 zwei Umgehungsgerinne, die den Fischaufstieg ermöglichen sollen. Die Bezeichnung der Fließgewässer wechselt hier die Seiten. Schließlich mündet der Ludwigsluster Kanal, nachdem er mehrere Kilometer parallel zu ihr verlaufen ist, bei Menkendorf in die Rögnitz, die über die Sude in die Elbe entwässert.
Die Länge des Kanals beträgt etwa 28 Kilometer. Das Einzugsgebiet erstreckt sich über 102 km². Von Beginn (33 m ü. HN) bis zur Mündung überwindet das Gewässer einen Höhenunterschied von 15 Metern.

## Geschichte

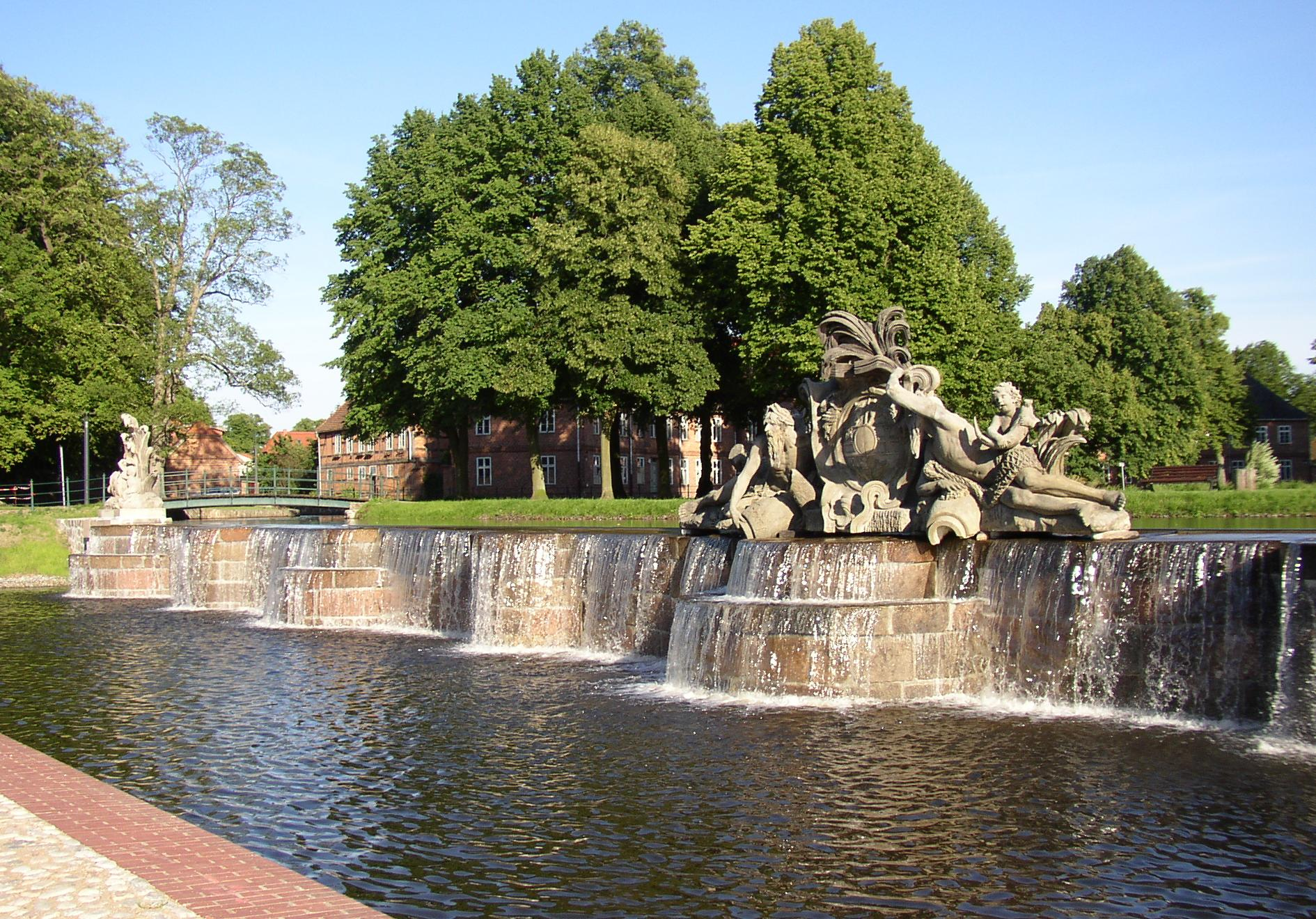
Kaskade vor dem Ludwigsluster Schloss

Der Kanal wurde von 1756 bis 1760 angelegt, um Wasserspiele und -läufe im Park des zu errichtenden Residenzschlosses der mecklenburgischen Herzöge in Ludwigslust betreiben zu können. Er bildete eine Verlängerung des bereits vor 1756 angelegten Drellengrabens. Ein natürliches Gewässer stand für diesen Zweck nicht zur Verfügung. Hauptattraktion der Wasserspiele ist die 1780 aus Granitblöcken errichtete Kaskade vor dem Schloss, die einen hölzernen Vorgängerbau ablöste. Auf ihr befinden sich drei spätbarocke allegorische Sandstein-Figurengruppen des Bildhauers Rudolph Kaplunger. Die mittlere Skulptur steht symbolisch für die Flussgötter der Stör und der Rögnitz. Die Kaskade und deren Figuren wurden von November 2006 bis Juli 2008 saniert.
Alte Karten und Beschreibungen legen nahe, dass es Kanalbauarbeiten und Umbenennungen von Wasserläufen im Bereich der Lewitz zu verschiedenen Zeiten gegeben haben muss. Nach dem im Jahr 1837 erschienenen Geographisch-statistisch-historischen Handbuch des Meklenburger Landes floss der Ludwigsluster Kanal nach der Vereinigung des Hüttengrabens mit dem Banzkower Kanal und dem Neuen Kanal aus einer Kreuzschleuse ab. Laut der vierten Auflage von Meyers Konversationslexikon (1885–1892) führt der Ludwigsluster Kanal das Wasser nach dem Zusammentreffen von Störkanal und Neuem Kanal, der von der Elde bei Garwitz an den Störkanal herangeführt wurde, ab. Der Ludwigsluster Kanal diente einst auch dem Flößen von Holz. Verschiedene Karten bis in die 1970er Jahre zeigen, dass der künstliche Wasserlauf später direkt vom Störkanal abzweigte.